# Liangjiang
Liangjiang léase Liáng-Chiáng  (en chino: 兩江; pinyin: Liǎngjiāng, literalmente: «dos ríos»), oficialmente Nueva Distrito de Liangjiáng (两江新区, pinyin: Liǎngjiāng Xīnqū) es la zona franca del municipio de Chongqing, República Popular China. Su área es de 1205 km² que es la combinación de las ciudades-distrito de Jiangbei, Yubei y Beibei, una zona en conjunto especial formando el nuevo distrito , sin embargo no todo la superficie en conjunto hace parte de la zona franca. Su población en 2015 fue superior a los 2 millones de habitantes.
Después de la creación de las nuevas áreas de Pudong en Shanghái y Binhai en Tianjin el consejo de estado del municipio de Chongqing como un empujón económico crea un 16 de junio de 2010 la nueva área de Liangjiáng localizada en las principales ciudades-distrito del municipio.
De acuerdo a la aprobación del Consejo de la municipalidad de Chongqing la nueva área va a desempeñar un papel piloto para las reformas de construcción, financiación y tecnológico que sirve como una puerta de enlace importante de la abertura de la región.
El impuesto sobre la renta de las empresas se reduce a un 15%, despertando gran atención en el mundo.
Una ventaja de la situación geográfica es que está en un punto estratégico que goza de transporte público como autobuses, ferrocarril, incluso aeropuerto y con este tipo de administración la ciudad crecerá de forma acelerada.
La nueva área incluye sectores de industria, industria manufacturera avanzada, zonas urbanas y zonas especiales para el desarrollo científico y tecnológico.

## Administración
A 2016, el nuevo distrito de Liangjiang se forma de los 3 distritos urbanos que son ;
- Jiangbei (江北区)
- Yubei (渝北区)
- Beibei (北碚区)

## Clima
| Parámetros climáticos promedio de Liangjiáng（1971-2000） | Parámetros climáticos promedio de Liangjiáng（1971-2000） | Parámetros climáticos promedio de Liangjiáng（1971-2000） | Parámetros climáticos promedio de Liangjiáng（1971-2000） | Parámetros climáticos promedio de Liangjiáng（1971-2000） | Parámetros climáticos promedio de Liangjiáng（1971-2000） | Parámetros climáticos promedio de Liangjiáng（1971-2000） | Parámetros climáticos promedio de Liangjiáng（1971-2000） | Parámetros climáticos promedio de Liangjiáng（1971-2000） | Parámetros climáticos promedio de Liangjiáng（1971-2000） | Parámetros climáticos promedio de Liangjiáng（1971-2000） | Parámetros climáticos promedio de Liangjiáng（1971-2000） | Parámetros climáticos promedio de Liangjiáng（1971-2000） | Parámetros climáticos promedio de Liangjiáng（1971-2000） |
| Mes                                                       | Ene.                                                      | Feb.                                                      | Mar.                                                      | Abr.                                                      | May.                                                      | Jun.                                                      | Jul.                                                      | Ago.                                                      | Sep.                                                      | Oct.                                                      | Nov.                                                      | Dic.                                                      | Anual                                                     |
| --------------------------------------------------------- | --------------------------------------------------------- | --------------------------------------------------------- | --------------------------------------------------------- | --------------------------------------------------------- | --------------------------------------------------------- | --------------------------------------------------------- | --------------------------------------------------------- | --------------------------------------------------------- | --------------------------------------------------------- | --------------------------------------------------------- | --------------------------------------------------------- | --------------------------------------------------------- | --------------------------------------------------------- |
| Temp. máx. media (°C)                                     | 10.3                                                      | 12.5                                                      | 17.4                                                      | 22.9                                                      | 26.9                                                      | 29.4                                                      | 32.8                                                      | 33.6                                                      | 27.7                                                      | 21.9                                                      | 16.9                                                      | 11.6                                                      | 22.0                                                      |
| Temp. mín. media (°C)                                     | 6.0                                                       | 7.5                                                       | 11.0                                                      | 15.3                                                      | 19.1                                                      | 22.0                                                      | 24.6                                                      | 24.7                                                      | 20.8                                                      | 16.4                                                      | 12.0                                                      | 7.6                                                       | 15.6                                                      |
| Precipitación total (mm)                                  | 19.5                                                      | 20.6                                                      | 36.2                                                      | 104.6                                                     | 151.7                                                     | 171.2                                                     | 175.4                                                     | 134.4                                                     | 127.6                                                     | 92.4                                                      | 45.9                                                      | 24.9                                                      | 1104.4                                                    |
| Días de precipitaciones (≥ 1 mm)                          | 10.2                                                      | 9.9                                                       | 11.3                                                      | 14.9                                                      | 15.6                                                      | 15.7                                                      | 12.4                                                      | 10.5                                                      | 14.4                                                      | 15.4                                                      | 12.2                                                      | 9.5                                                       | 152.0                                                     |
| Horas de sol                                              | 27.3                                                      | 34.1                                                      | 67.4                                                      | 98.0                                                      | 108.5                                                     | 109.7                                                     | 180.1                                                     | 196.0                                                     | 102.4                                                     | 62.5                                                      | 43.1                                                      | 25.8                                                      | 1054.9                                                    |
| Humedad relativa (%)                                      | 83                                                        | 80                                                        | 76                                                        | 77                                                        | 78                                                        | 80                                                        | 76                                                        | 73                                                        | 80                                                        | 84                                                        | 84                                                        | 85                                                        | 79.7                                                      |
| Fuente: 国家气象信息中心 24 de septiembre de 2009         |                                                           |                                                           |                                                           |                                                           |                                                           |                                                           |                                                           |                                                           |                                                           |                                                           |                                                           |                                                           |                                                           |

- Datos: Q6540045
- Multimedia: Liangjiang New Area / Q6540045